# Patty Duke
Patty Duke, vero nome Anna Marie Duke (New York, 14 dicembre 1946 – Coeur d'Alene, 29 marzo 2016), è stata un'attrice statunitense.
Vinse il premio Oscar alla miglior attrice non protagonista nel 1963 per la sua interpretazione in Anna dei miracoli.

## Biografia

### Infanzia e adolescenza
Anna Marie Duke nacque a Manhattan, New York, da John P. Duke, e Frances McMahon. La sua infanzia fu molto difficile: il padre era alcolizzato, la madre soffriva di disturbo bipolare non diagnosticato ed era incline a comportamenti violenti. Quando Anna Marie ebbe sei anni, sua madre cacciò di casa il marito. L'interesse per il cinema dimostrato da Raymond, fratello maggiore di Anna Marie, attirò l'attenzione dei coniugi Ethel e John Ross, manager cinematografici, i quali presero a frequentare casa Duke.
Essi riconobbero il talento della piccola Anna e le fecero intraprendere la carriera artistica. Per iniziativa di John Ross, Anna cambiò nome. Rimane celebre la frase da lui pronunciata: «Anna Marie è morta. D'ora in poi tu sei Patty». Ross scelse questo nome con l'intenzione di fare della piccola Anna un'attrice del calibro di Patty McCormack. Uno dei primi ruoli di Patty fu nella soap opera The Brighter Day, alla fine degli anni cinquanta.
All'età di 12 anni, Patty Duke partecipò a un quiz televisivo, The $64,000 Question, e vinse 32 000 dollari. Tre anni dopo scoppiò uno scandalo, quando si scoprì che il quiz era truccato: Patty venne chiamata a testimoniare, e i coniugi Ross le consigliarono di dichiarare di non aver barato al gioco. In un primo momento seguì il consiglio dei Ross e mentì alla giuria, ma successivamente scoppiò in lacrime e ammise che le erano state preventivamente consegnate le soluzioni del quiz.
Tra il 1956 e il 1959, come attrice bambina, Duke interpretò ruoli sempre più impegnativi, divenendo un volto noto alla televisione e al cinema. Il successo, clamoroso, giunse però in teatro a Broadway in The Miracle Worker. Tra l'ottobre 1959 e il luglio 1961, il dramma basato sull'infanzia di Helen Keller fu rappresentato per oltre 700 repliche: Duke interpretò la Keller e Anne Bancroft la sua istitutrice Anne Sullivan. Il dramma diventò nel 1962 un film, Anna dei miracoli, per il quale la sedicenne Patty Duke vinse il premio Oscar alla miglior attrice non protagonista, prima statuetta della storia a essere conferita a un minorenne. Salita sul palco per ricevere il premio, la giovane, commossa, si avvicinò al microfono solo per dire "Thank you".
Successivamente vincerà un Golden Globe per Me, Natalie (1969), che fu il debutto sul grande schermo per Al Pacino. Dal 1963 recitò in una serie tv tutta sua, The Patty Duke Show, nella quale interpretò due ruoli contemporaneamente, quello di una normale teenager americana, Patty Lane, e quello della identica cuginetta in versione britannica, Cathy Lane. La serie proseguì per tre stagioni e le valse una candidatura all'Emmy Award.
Nonostante i successi, la Duke trascorse una giovinezza infelice: i coniugi Ross controllavano la sua vita e i suoi guadagni, concedendole solo il denaro appena sufficiente a sopravvivere. Inoltre John Ross la iniziò all'alcol e alla droga, da cui rimarrà dipendente. Da adulta, rivelò 
inoltre che i due coniugi l'avevano molestata sessualmente. A 18 anni si liberò dai suoi aguzzini: scoprì che avevano sperperato buona parte dei suoi guadagni, ma affermò che il furto del denaro non era nulla in confronto al male che le era stato inferto.

### Età adulta
A 18 anni la Duke sposò Harry Falk, un assistente alla direzione della serie The Patty Duke Show, di 15 anni più anziano di lei. In questo periodo la serie tv perse audience e il contratto non le venne rinnovato: risalgono a questo periodo i primi sintomi del disturbo bipolare, che le verrà definitivamente diagnosticato nel 1982. La Duke iniziò a soffrire di forti crisi depressive e anoressia nervosa, abusando di droga e alcool. Alla depressione seguirono due tentativi di suicidio. Nel 1967 recitò nel film La valle delle bambole al fianco di Barbara Parkins, Susan Hayward e Sharon Tate. La pellicola venne stroncata dalla critica, ma il pubblico apprezzò il personaggio di Neely O'Hara da lei interpretato.
Iniziò con successo la carriera di cantante, guadagnando diverse Top 40 hits come Don't Just Stand There nel 1965, e Dona Dona nel 1968. Interpretò entrambe le canzoni all'Ed Sullivan Show. Nel 1969, dopo quattro anni di matrimonio, divorziò da Harry Falk. Nel 1970 ritornò alla carriera di attrice, interpretando My Sweet Charlie, che le fece guadagnare il primo Emmy. In questo periodo iniziò una relazione con l'attore John Astin, molto seguita dai media. Ebbe anche una breve relazione con Desi Arnaz Jr., che si concluse quando la madre di Arnaz, la diva della tv Lucille Ball, ordinò al figlio di lasciare Patty. Durante una fase maniacale Patty sposò un semi-sconosciuto promoter di musica rock, Michael Tell. Il matrimonio venne annullato due settimane più tardi. Dopo il matrimonio scoprì di essere incinta: in molti pensarono che il figlio fosse di Arnaz, ma lei era convinta che il padre fosse Astin. Si scoprirà poi che il padre biologico era Michael Tell. Il 25 febbraio 1971 nacque Sean, che diventerà famoso per i ruoli di Mikey Walsh ne I Goonies (1985) e di Sam nella trilogia Il Signore degli Anelli (2001-2003).
Nel 1972 John Astin sposò la Duke, adottando il bimbo e dandogli il suo cognome. Insieme ebbero un altro figlio, Mackenzie Astin, nato nel 1973. Con loro andarono a vivere gli altri tre figli di Astin: la Duke e il marito lavorarono intensamente per mantenere i cinque figli, spostandosi di stato in stato per le tournée. Successivamente la Duke affermerà di aver accettato il tutto per amore e per dipendenza nei confronti di Astin, che rappresentava per lei la figura paterna mancante. Nel 1985 i due divorziarono, e nel 1986 lei sposò il sergente istruttore Michael Pearce, conosciuto nel set di A Time to Triumph (1986). La coppia si trasferì nell'Idaho e adottò un figlio. Nel 1992 recitò nel film per la televisione Chi ha ucciso mia figlia?, basato su un fatto reale, al fianco dell'allora giovanissima Tiffani Thiessen.
Nel 2002 interpretò Sally nella produzione di Los Angeles del musical Follies. Il 2 novembre 2004 subì un intervento chirurgico di bypass, perfettamente riuscito. Nel 2005 tornò a New York per assistere a un evento in memoria dell'attrice Anne Bancroft, morta di cancro all'utero poco tempo prima.

### La malattia
Durante la vita, la Duke soffrì di disturbi dell'umore e del comportamento. Nel 1982 le venne diagnosticato definitivamente il disturbo bipolare per cui fu in cura, tra le altre cose, con il litio. Molti attribuiscono il merito delle sue straordinarie performance recitative alla malattia, che durante le fasi maniacali, porta alla massima espressione del talento. Nel 1992 pubblicò insieme a Gloria Holchman A Brilliant Madness: Living with Manic-Depressive Illness', tradotto in italiano con il titolo Un'estroversa pazzia, libro che tratta del disturbo bipolare. Fu inoltre attivista per numerose patologie psichiatriche.
Patty Duke morì a Coeur d'Alene, Idaho, il 29 marzo 2016, all'età di 69 anni, a causa di una setticemia derivata da perforazione intestinale.

## Filmografia parziale

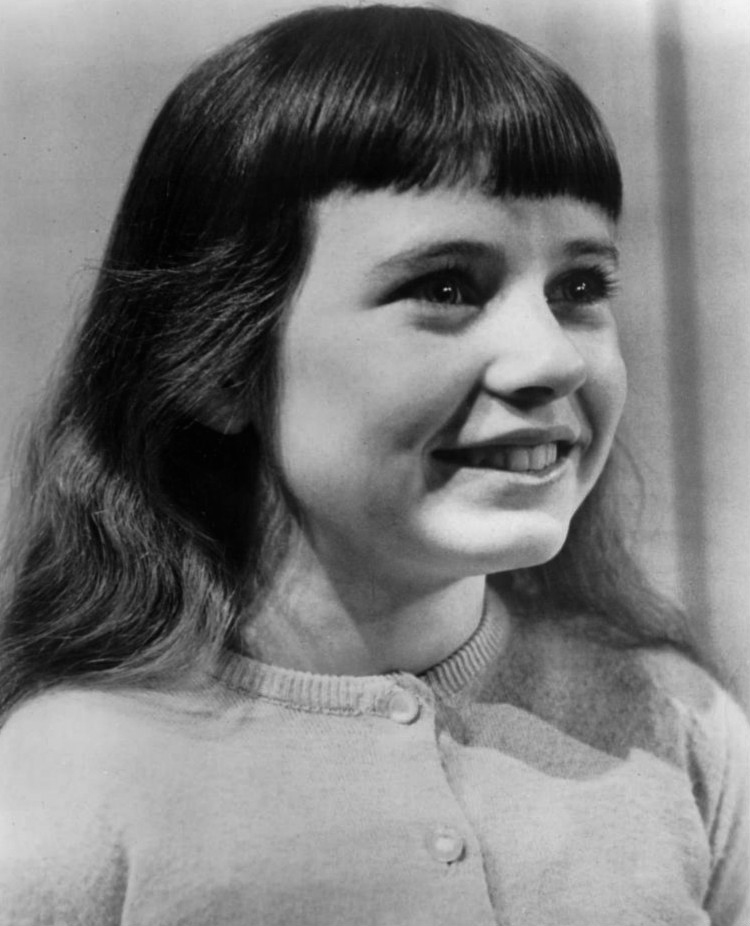
Patty Duke nella serie antologica The United States Steel Hour (1959)

### Cinema
- Country Music Holiday, regia di Alvin Ganzer (1958)
- La divina (The Goddess), regia di John Cromwell (1958)
- Divieto d'amore (Happy Anniversary), regia di David Miller (1959)
- Delitto in quarta dimensione (4D Man), regia di Irvin S. Yeaworth Jr. (1959)
- Anna dei miracoli (The Miracle Worker), regia di Arthur Penn (1962)
- Billie, regia di Don Weis (1965)
- The Daydreamer, regia di Jules Bass (1966)
- La valle delle bambole (Valley of the Dolls), regia di Mark Robson (1967)
- Me, Natalie, regia di Fred Coe (1969)
- Quella casa sulla collina (My Sweet Charlie), regia di Lamont Johnson (1970)
- A un passo dalla morte (You'll Like My Mother), regia di Lamont Johnson (1972)
- Swarm (The Swarm), regia di Irwin Allen (1978)
- By Design, regia di Claude Jutra (1982)
- Il dubbio degli dei (Willy/Milly), regia di Paul Schneider (1986)
- A un passo dalla morte (Fight for Life), regia di Elliot Silverstein (1987)
- The Hitch-Hikers, regia di Alan Bergmann (1989)
- Amityville Horror - La fuga del diavolo (Amityville: The Evil Escapes), regia di Sandor Stern (1989)
- Doppia anima (Prelude to a Kiss), regia di Norman René (1992)
- Kimberly, regia di Frederic Golchan (1999)
- Wrong Turn, regia di Steve Danton (2003)
- Più grande del cielo (Bigger Than the Sky), regia di Al Corley (2005)
- Colpo di fulmine (Falling in Love with the Girl Next Door), regia di Armand Mastroianni (2006)
- The Four Children of Tander Welch, regia di Ashlon Langley (2007)

### Televisione
- The DuPont Show of the Month – serie TV, episodi 1x02-1x09 (1957-1958)
- Ben Casey – serie TV, episodio 2x01 (1962)
- The Wide Country – serie TV, episodio 1x22 (1963)
- The Patty Duke Show – serie TV, 105 episodi (1963-1966)
- Il virginiano (The Virginian) – serie TV, episodio 5x16 (1967)
- L'incubo (Nightmare), regia di William Hale – film TV (1974)
- Capitani e Re (Captains and the Kings), regia di Douglas Heyes e Allen Reisner – miniserie TV (1976)
- Guardate cosa è successo al figlio di Rosemary (Look What's Happened to Rosemary's Baby), regia di Sam O'Steen – film TV (1976)
- La maledizione della vedova nera (Curse of the Black Widow), regia di Dan Curtis – film TV (1977)
- Killer a bordo (Killer on Board), regia di Philip Leacock – film TV (1977)
- Anna dei miracoli (The Miracle Worker), regia di Paul Aaron – film TV (1979)
- September Gun, regia di Don Taylor – film TV (1983)
- Una bambina da salvare (Everybody 's Baby: The Rescue of Jessica McClure), regia di Mel Damski - – film TV (1989)
- Chi ha ucciso mia figlia? (A Killer Among Friends), regia di Charles Robert Carner – film TV (1992)
- Una mamma per Jesse (No Child of Mine), regia di Michael Katleman – film TV (1994)
- Il silenzio del testimone (Cries from the Heart), regia di Michael Switzer – film TV (1994)
- Un Natale di tanti anni fa (A Christmas Memory), regia di Glenn Jordan – film TV (1997)
- A Natale tutto è possibile (A Season for Miracles), regia di Michael Pressman – film TV (1999)
- Colpo di fulmine (Falling in Love with the Girl Next Door), regia di Armand Mastroianni – film TV (2006)
- L'amore trova casa (Love Finds a Home), regia di David S. Cass Sr. – film TV (2009)

## Riconoscimenti
- Premio Oscar
  - 1963 – Miglior attrice non protagonista per Anna dei miracoli
- Golden Globe
  - 1963 – Candidatura alla miglior attrice non protagonista per Anna dei miracoli
- Young Hollywood Hall of Fame
  - (1960's)

## Doppiatrici italiane
Nelle versioni in italiano delle opere in cui ha recitato, Patty Duke è stata doppiata da:
- Serena Verdirosi in Divieto d'amore, Delitto in quarta dimensione
- Ludovica Modugno in La divina
- Maria Pia Di Meo in La valle delle bambole
- Sonia Scotti in Love Boat
- Micaela Giustiniani in Un Natale di tanti anni fa[2]
- Adele Pellegatta in A Natale tutto è possibile
- Lorenza Biella ne L'amore trova casa
- Graziella Polesinanti in Liv e Maddie
- Anna Rita Pasanisi in Una bambina da salvare
- Aurora Cancian in Il silenzio del testimone

## Curiosità
Nel diciannovesimo episodio della serie animata giapponese Il grande sogno di Maya è citata come interprete di Anna dei miracoli raccontando che durante la sua audizione fu l'unica tra le candidate a non reagire ad un suono improvviso, come avrebbe fatto appunto la protagonista, ottenendo per questo la parte.